# Adamov (Blanskói járás)
Adamov egy cseh város Brnótól 13 kilométerre északra a Szvitava folyó partján, a Dél-morvaországi kerület Blanskói járásában.

## Története
Adamovban 1360-ban kezdődött vastermelés. A legnagyobb fejlődésen a 15. században ment át, amikor a vasgyártás növekedése egyre több embernek adott itt munkát. A 19. századtól kezdve vált gépgyártási központtá. 1889-ben itt építette második automobilját Siegfried Marcus.
Az első világháború után Adamovban felfejlődött a fegyvergyártás. 1964-ben várossá nyilvánították. Az 1990-es években a nagyrészt állami kézben lévő termelés megszűnt.

## Látnivalók
- A Szent Barbara Templom (1854)
- Az Új Vár (1366)
- Alexandrovka kilátó
- A természetvédelmi körzet Adamov körül

## Népesség
A település népessége az elmúlt években az alábbi módon változott:
| Lakosok száma | 902  | 792  | 998  | 3139 | 5088 | 4591 | 4593 | 4517 | 4446 | 4605 |
|               | 1869 | 1900 | 1921 | 1961 | 1980 | 2011 | 2016 | 2019 | 2021 | 2024 |

## Fordítás
- Ez a szócikk részben vagy egészben  az   Adamov (Blansko District) című angol Wikipédia-szócikk fordításán alapul.  Az eredeti cikk szerkesztőit annak laptörténete sorolja fel. Ez a jelzés csupán a megfogalmazás eredetét és a szerzői jogokat jelzi, nem szolgál a cikkben szereplő információk forrásmegjelöléseként.
- Ez a szócikk részben vagy egészben  az   Adamov u Brna című német Wikipédia-szócikk fordításán alapul.  Az eredeti cikk szerkesztőit annak laptörténete sorolja fel. Ez a jelzés csupán a megfogalmazás eredetét és a szerzői jogokat jelzi, nem szolgál a cikkben szereplő információk forrásmegjelöléseként.